# Дифузне відбиття світла

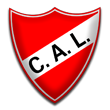
Ілюстрація розсіяного та дзеркального відбивання. Довжина червоних променів відображає силу відбитого світла, яка для ідеального розсівного (дифузного) відбивача залежить від напрямку за законом косинусів Ламберта.

Дифузне або розсіяне відбиття світла — явище відбиття світла поверхнею, при якому світлові промені відбиваються в різних напрямках. Дифузне відбиття пояснюється розсіянням світла на нерівностях поверхні, і є протилежним процесом до дзеркального відбиття.
Поверхні, для яких властиве дифузне відбиття, називаються матовими.
Поверхня, яка розсіює світло рівномірно у всі напрямки називається абсолютно матовою.
Людина бачить різні предмети саме завдяки розсіяному відбиттю світла від них.
Концепція дифузного відбиття світла використовується у тривимірній графіці для створення враження просторовості об'єкта.
На відміну від дзеркального, дифузне відбивання відбиває промені не прямолінійно (як при дзеркальному), а розсіяно.